# D6a (hunebed)
D6a is een verdwenen hunebed. Het lag ten oosten van D6 bij Tynaarlo in de Nederlandse provincie Drenthe.
Albert van Giffen onderzocht het terrein in 1928 en dacht dat er twee hunebedden hadden gelegen. Hij noemde ze D6e en D6f. Ook werden er veel vondsten geborgen, voornamelijk aardewerk uit de trechterbekercultuur.
Later werd geconcludeerd, onder anderen door Jan Lanting, dat het om één hunebed gaat.
D6a was een klein hunebed. Het mat 4,8 bij 2 meter en was opgebouwd uit vier paar draagstenen.